# 13989 Murikabushi
13989 Murikabushi (1993 BG) là một tiểu hành tinh vành đai chính được phát hiện ngày 16 tháng 1 năm 1993 bởi T. Seki ở Geisei.